# Simon Helg
Simon Tomas Helg, född 10 april 1990, är en svensk fotbollsspelare som spelar för IFK Eskilstuna.

## Karriär
Han hämtades från IFK Eskilstuna till Hammarby IF inför säsongen 2007. I IFK Eskilstuna var han en etablerad A-lagsspelare trots sin unga ålder. Helg fostrades i Eskilstunaklubben Skogstorp GoIF.
Under säsongen 2007 gjorde han sin A-lagsdebut på Söderstadion mot Helsingborgs IF, en match som Hammarby förlorade.
I mars 2012 offentliggjorde Hammarby IF på sin hemsida att Simon Helg hade sålts till GIF Sundsvall. I januari 2016 värvades Helg av Åtvidabergs FF.
I december 2017 värvades Helg av Östers IF, där han skrev på ett tvåårskontrakt. Efter säsongen 2019 lämnade Helg klubben. Den 2 februari 2020 värvades Helg av IF Brommapojkarna.
Efter att inte spelat under 2022 återvände Helg inför säsongen 2023 till IFK Eskilstuna.